# Germannsdorf
Germannsdorf ist ein Gemeindeteil der Stadt Hauzenberg und eine Gemarkung im niederbayerischen Landkreis Passau. Das Kirchdorf liegt fünf Kilometer südöstlich von Hauzenberg an der Staatsstraße 2320.

## Geschichte
Zum ersten Mal wurde Germannsdorf in zwei Gerichtsurkunden vom Januar 1258 als Germanstorph erwähnt. In diesen Urkunden wurde zwei Adligen unter anderem ihr Lehnsbesitz in Germannsdorf aberkannt, weil sie Überfälle auf öffentliche Wege verübt und dadurch Bischof Otto geschädigt hatten.
Germannsdorf gehörte zum Amt Hauzenberg des Landgerichtes Oberhaus im Hochstift Passau. Der Ort wurde 1803 mit dem größten Teil des hochstiftischen Gebietes zugunsten Ferdinands von Toskana säkularisiert. Seit den Friedensverträgen von Brünn und Preßburg 1805 gehört der Ort zu Bayern. Die Landgemeinde Germannsdorf mit den Orten Berghäusel (mit Neuhäusel verbunden), Gemeindewies, Haagwies, Haghäusel, Kinatöd, Kollersberg, Kropfmühle, Mahd, Neuhäusel, Ödhof, Röhrendobl, Ruhmannsdorf, Schachert und Wehrberg wurde 1818 durch das bayerische Gemeindeedikt begründet. Am 1. Januar 1972 wurden die Gemeinden Germannsdorf, Jahrdorf, Raßreuth und Windpassing in den Markt Hauzenberg eingegliedert.

## Sehenswürdigkeiten
- Pfarrkirche Christkönig
- Burg bei Kollersberg, abgetragene Burg
- Ruhmannsberg

## Bildung und Erziehung
- Grundschule Germannsdorf
- Kindergarten St. Barbara Germannsdorf